# 约翰·马特乌斯·贝希施泰因
约翰·马特乌斯·贝希施泰因（德語：Johann Matthäus Bechstein，發音：[ˈjoːhan maˈtɛːʊs ˈbɛçʃtaɪn]；1757年7月11日—1822年2月23日）是德国博物学家、林务员、鳥類學家、昆虫学家和爬虫两栖类学家。在英国，他以《笼养鸟的自然史》而闻名。

## 生平
贝希施泰因出生于图林根哥达县的瓦尔特斯豪森，在耶拿大学学习了4年神學。大学期间，他喜欢在森林漫游，也爱好狩猎。毕业后，他当了几年教师，辞退之后便专心于研究自然。1795年，他在瓦尔特斯豪森建立了林业学院；1800年，萨克森-迈宁根公爵任命他为施马卡尔登-迈宁根县德赖西希阿克林业学校的主任。在他自己的儿子去世后，他收养了外甥路德维希·贝希施泰因。路德维希后来成为了民间童话收集者和作家。
贝希施泰因一生研究了许多鸟类，也是最早开展自然保护运动的人士之一。为了纪念他，鼠耳蝠属的一种蝙蝠以他的名字命名。

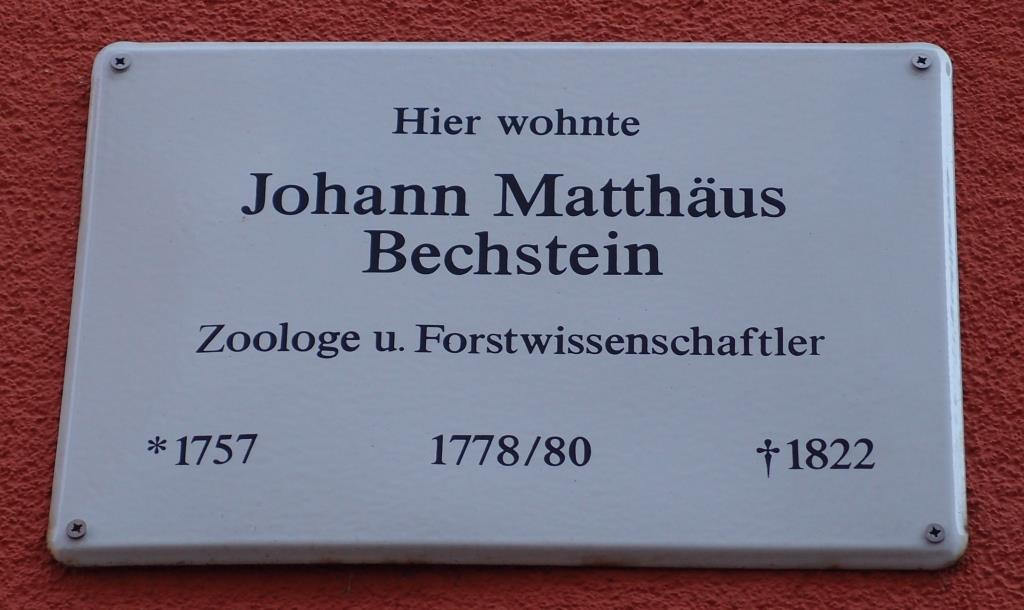
位于图林根州耶拿的纪念版

## 脚注
1. 1 2  . deutsche-biographie.de.   [2018-11-30]. （原始内容存档于2018-11-30） （德语）.
2. ↑  德語：，1795年
3. ↑  Bell, Anthea. . Egmonts Press. 2006: 157. ISBN 1-4052-1832-0.
4. ↑  Sterry, Paul. . London: Collins. 2005: 48. ISBN 9780007201372.
5. ↑  . International Plant Names Index.
6. ↑  . International Commission on Zoological Nomenclature.